# CTR Atmospherica Aviation
CTR Atmospherica Aviation a.s. je česká charterová letecká společnost provozující individuální přepravu osob, tzv. aerotaxi provozované business jety. Sídlí v Praze a její hlavní základnou je Letiště Václava Havla. Společnost nabízí privátní lety v rámci celé Evropy a Blízkého východu. Byla založena v roce 2006 a je držitelem Osvědčení leteckého provozovatele č. CZ-64.

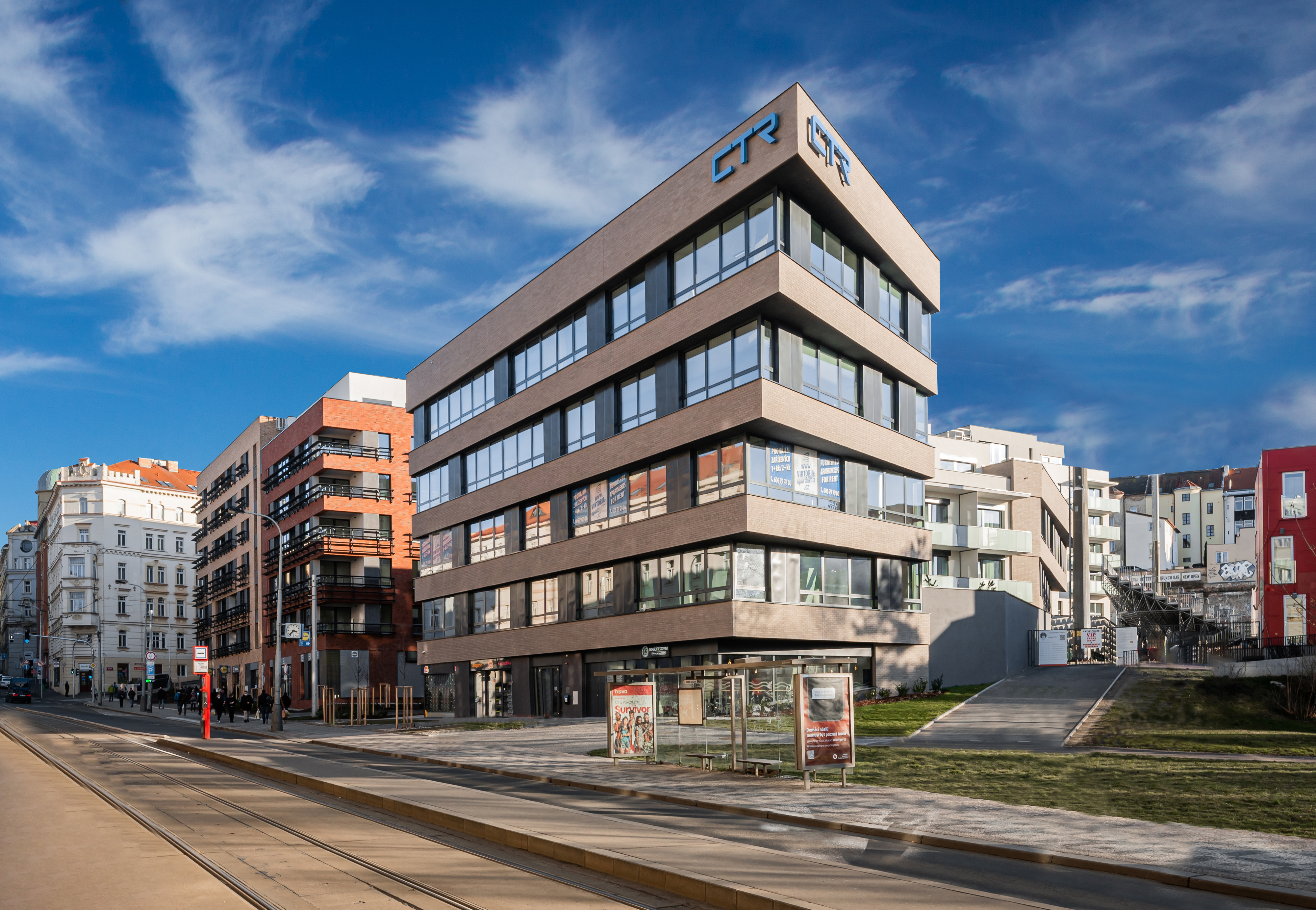
Sídlo společnosti CTR Atmospherica Aviation a.s., Seifertova 2919/12, Praha 3 Žižkov

Společnost Atmospherica Aviation nabízí cestujícím nadstandardní letecké služby a maximální zákaznický komfort včetně kvalitního cateringu a kompletního řešení cesty. Zajistí let nejen vlastními, ale zprostředkuje také let dalšími letadly.
Společnost poskytuje poradenství při koupi vlastního soukromého letounu včetně provozování letadel soukromých vlastníků, a to od služeb údržby (CAMO), dispečinku, zajištění zkušených posádek až po prodej letů včetně přípravy detailního finančního plánu provozu letadla.
V roce 2022 a 2024 investovala společnost Atmospherica Aviation do modernizace a obnovy flotily – byly prodány dva letouny Hawker 900 XP a objednány dva další nové Phenomy 300E a také moderní letoun Praetor 600 od společnosti Embraer. Flotila zahrnuje aktuálně následující kategorie letadel: Super Midsize Jet: 2x Embraer Praetor 600, Super Light Jet: 3x Embraer Phenom 300E (plus dva nové letouny objednány) a 1x Embraer Phenom 300, Very Light Jet: 1x Cessna Citation Mustang. 

## Flotila

### Současná
Společnost CTR Atmospherica Aviation a.s. v současnosti provozuje následující letouny: